# Mboua Massock
Tela Rodin Simplice est un artiste-peintres-graveuses , militant, activiste et homme politique camerounais.

## Biographie

### Débuts
Né vers 1953 à komol par Ndom dans le département de la sanaga maritime au Cameroun, Mboua Massok (de son nom administratif Mboua Camille Parfait) est un comptable de métier ayant exercé au sein de la Cameroon airlines (Camair) à plusieurs postes élevés de responsabilités. Il demandera et obtiendra en mai 1989 une mise en disponibilité de 6 ans de son employeur pour se consacrer entièrement à son combat politique car ne pouvant plus concilier son emploi à la Cameroo Airlines et son désir de participer à la libération du Cameroun.
Il débutera manifestement son engagement vers la fin des années 1970 par des toiles de peinture qui dénoncent le marasme social selon lui déjà perceptible à cette époque.

### Carrière
Habitué à descendre dans la rue pour manifester sa colère, il est régulièrement en procès et redouté par le régime à cause de ses prises de position tranchées. Il est promoteur de plusieurs concepts visant à mettre les peuples africains en éveil. Il recevra à Genève en Suisse le premier Prix Félix Roland Moumie de la liberté en 2007.  Artiste-peintre, Mboumass est le nom par lequel il signe ses toiles. Toiles qui feront de lui le lauréat de plusieurs distinctions dans les années 1980.  

#### Villes mortes des années 1990 au Cameroun
Il lance l'opération de désobéissance civique et civile baptisée "villes mortes" du début des années 1990 au Cameroun. Les villes mortes qui secouent le régime de Paul Biya. Il tient sa réputation de son intransigeance et jusqu’au boutisme pendant des marches qu'il organise lors de ces opérations.  
Approche qui surprend même les tenants de son propre parti, l'UPC dont il partage les positions anticolonialistes.  
Il est depuis quelques années en procès contre l'État du Cameroun pour, entre autres chefs d'accusations, "destruction du monument du Général Leclerc à Bonanjo-Douala". 